# Архитектурни софтуерни шаблони
Архитектурните софтуерни шаблони (на английски: architectural patterns in computer science) са стандартни шаблони в софтуерната архитектура. Тяхната концепция е по-обхватна, отколкото тази на шаблоните за софтуерен дизайн. Архитектурните шаблони решават множество проблеми при разработването на софтуер‎, например ограничения в характеристиките на компютърния хардуер, висока достъпност и наличност, както и намаляване на бизнес риска. Някои софтуерни шаблони са били приложени във фреймуъркс.
|  | Тази страница частично или изцяло представлява превод на страницата Architectural pattern в Уикипедия на английски. Оригиналният текст, както и този превод, са защитени от Лиценза „Криейтив Комънс – Признание – Споделяне на споделеното“, а за съдържание, създадено преди юни 2009 година – от Лиценза за свободна документация на ГНУ. Прегледайте историята на редакциите на оригиналната страница, както и на преводната страница, за да видите списъка на съавторите. ВАЖНО: Този шаблон се отнася единствено до авторските права върху съдържанието на статията. Добавянето му не отменя изискването да се посочват конкретни източници на твърденията, които да бъдат благонадеждни. |